# Історичні передумови проросійських заворушень 2014 року в Україні
Різноманітні соціальні, культурні, етнічні та лінгвістичні чинники сприяли розпалюванню заворушень на сході та півдні України після революції, яка сталася на початку 2014 року. Після проголошення незалежності України від Радянського Союзу в 1991 році породження історико-культурних поділів та слабка державна структура гальмували розвиток єдиної української національної ідентичності.
На сході та півдні України русифікація та етнічне населення росіян упродовж століть російського панування змусили російську мову здобути першість, навіть серед етнічних українців.
У Криму етнічні росіяни становлять більшість населення після депортації корінних кримських татар лідером Радянського Союзу Йосипом Сталіним, яка відбулася по закінченню Другої світової війни. Це є значним контрастом із Західною та Центральною Україною, які історично керували різними державами, такими як Річ Посполита та Австрійська імперія. У цих районах українська етнічна, національна та мовна ідентичність завжди залишалася недоторканою.
Напруга між цими двома конкуруючими історико-культурними традиціями вибухнула в політичний та соціальний конфлікт під час української кризи, яка почалася, коли тодішній президент України Віктор Янукович відмовився підписати угоду про асоціацію з Європейським Союзом 21 листопада 2013 року. Підтримка тісних зв'язків із Європою була сильною на заході та в центрі Україні, тоді як більшість людей на сході та півдні традиційно виступали за міцніші відносини з Росією. Президент Янукович, який мав більшу частину своєї підтримки у східних регіонах, був вимушений піти з посади у лютому 2014 року. Його відхилення супроводжувалося протестами на сході та півдні України, що робило акцент на важливості історичних зв'язків із Росією, російською мовою та антипатії до Євромайдану.

## Крим
Після Російсько-турецької війни 1768—1774 років Кримський ханат, васал Османської імперії, утворений 1441 року, став незалежним згідно з договором Кючюка Кайнарка, підписаного 1774 року.
1783 року Російська імперія анексувала Крим як «Таврійську губернію». Демографія Криму зазнала кардинальних змін після анексії.
До анексії Росію Крим населяли переважно кримські татари — тюркський народ, що мав переважно мусульманську віру.
Імператриця Катерина II подарувала багато анексованих земель своїм радникам та друзям. Рідний жителів цих земель поступово витіснили, що породило велике переселення татар до Анатолії, підконтрольної Османській імперії.
Російських поселенців завезли для колонізації земель, які колись були окуповані утікачами-татарами.
До 1903 року 39,7 % населення Криму, окрім Севастополя та Єні-Кале, сповідували російську православну релігію, 44,6 % складали мусульмани. Росіяни складали більшість населення у двох виключених та окремо розташованих містах. В той час Крим вважали «серцем російського романтизму».
Крим був популярний серед росіян під час відпусток завдяки теплому клімату та узбережжю.

### Радянський період
З 1921 до 1944 року Крим входив до складу Російської Радянської Федеративної Соціалістичної Республіки (СФСР) як Кримська Автономна Радянська Соціалістична Республіка (АРСР). За даними радянського перепису 1926 року 42,2 % населення Кримської АРСР становили етнічні росіяни, 25 % — кримці, 10,8 % — етнічні українці, 7 % — євреї, 15 % — з інших етнічних груп. Радянський лідер Йосиф Сталін депортував з Криму все населення кримців і скасував автономію Криму 1944 року.
На той час кримські татари становили близько п'ятої частини населення Криму і нараховували близько 183,155 осіб. Більшість були відправлені до пустель радянської Центральної Азії . Близько 45 % депортованих загинули під час депортації. Крим став «Кримською областю» Російської СФСР. Після цих подій вперше в історії етнічні росіяни становили більшість населення Криму.
Радянський прем'єр-міністр Микита Хрущов передав Крим з Російської СФСР в УРСР в 1954 році. Ця подія пройшла з невеликим фанфаром і розглядалася як незначний «символічний жест», оскільки обидві республіки входили до складу Радянського Союзу і відповідали перед урядом у Москві. Кримська автономія була відновлена в 1991 році після референдуму, безпосередньо перед розпадом Радянського Союзу .

### Український період
Незалежність України була підтверджена референдумом, який відбувся 1 грудня 1991 року. На цьому референдумі 54 % виборців Криму підтримали незалежність від Радянського Союзу. Після цього парламент Криму 1992 року провів референдум (опитування громадян) про незалежність від України, який породив дворічну кризу щодо статусу Криму. У той же час Державна дума Російської Федерації проголосувала за недійсну передачу Криму в Україну. У червні того ж року український уряд у Києві проголосував за надання Криму великої автономії як Автономної Республіки Крим у межах України. Незважаючи на це, боротьба між урядом Криму, російським урядом та українським урядом тривала. У 1994 році проросійський націоналіст Юрій Мешков переміг на президентських виборах у Криму 1994 р. Та провів затверджений раніше референдум (опитування громадян) про статус Криму. 1,3 мільйона людей проголосували на цьому референдумі, 78,4 % з яких підтримали більшу автономію від України, тоді як 82,8 % підтримали надання подвійного російсько-українського громадянства. Пізніше того ж року Росія визнала статус Криму як частини України, яка зобов'язалася підтримувати територіальну цілісність України в Будапештському меморандумі . Цей договір також було підписано США, Великою Британією та Францією . Україна скасувала Конституцію Криму та скасувала посаду президента Криму в 1995 році. У Криму було прийнято нову конституцію 1998 року, яка надала меншу автономію, ніж попередня. Пізніше кримські чиновники намагатимуться відновити повноваження попередньої конституції. Протягом 90-х років багато кримськотатарських депортованих та їхніх нащадків поверталися до Криму.
Однією з головних напруг між Росією та Україною після розпаду Радянського Союзу був статус Чорноморського флоту, який був і базується в Севастополі . Відповідно до Російсько-українського договору про поділ 1997 року, який визначав право власності на військові бази та судна в Криму, Росії було дозволено мати до 25 000 військовослужбовців, 24 артилерійські системи (калібром менше 100   мм), 132 бронемашин та 22 військових літаки в Криму. Цей договір було продовжено у 2010 році президентом України Віктором Януковичем . Відповідно до цієї нової угоди, Росія отримала права на гарнізон Чорноморського флоту в Криму до 2042 року. Мешканці кримського міста Феодосія протестували проти стикування корабля ВМС США «Перевага» у червні 2006 року. Мітингувальники несли знаки з гаслами проти НАТО і вважали наявність приєднаних до НАТО військ «вторгненням». Деякі українські коментатори вважали, що протести проводяться «російською рукою».
На виборах 2010 року до парламенту Криму Партія регіонів отримала найбільшу частку голосів, в той час як Другокласна Комуністична партія України отримала значно меншу частку голосів. Обидві ці політичні партії згодом стануть об'єктами руху Євромайдану . Колишній президент Криму Юрій Олександрович Мешков виступив за проведення референдуму щодо відновлення Конституції Криму 1992 року в липні 2011 року. Як наслідок цього, місцевий суд у Криму на 5 років депортував Мешкова з України.

### Сучасна демографія
За даними Українського перепису населення 2001 року, етнічні росіяни становили 58,5 % населення Криму. Дві наступні за величиною етнічні групи — українці, які становили 24 % населення, та кримські татари, які складали 10,2 %. Інші етнічні групи меншин, зафіксовані в Криму, включають білорусів та вірмен . 77 % населення Криму вказали як рідну мову російську, 11,4 % — кримськотатарську, 10,1 % — українську .

## Донбас

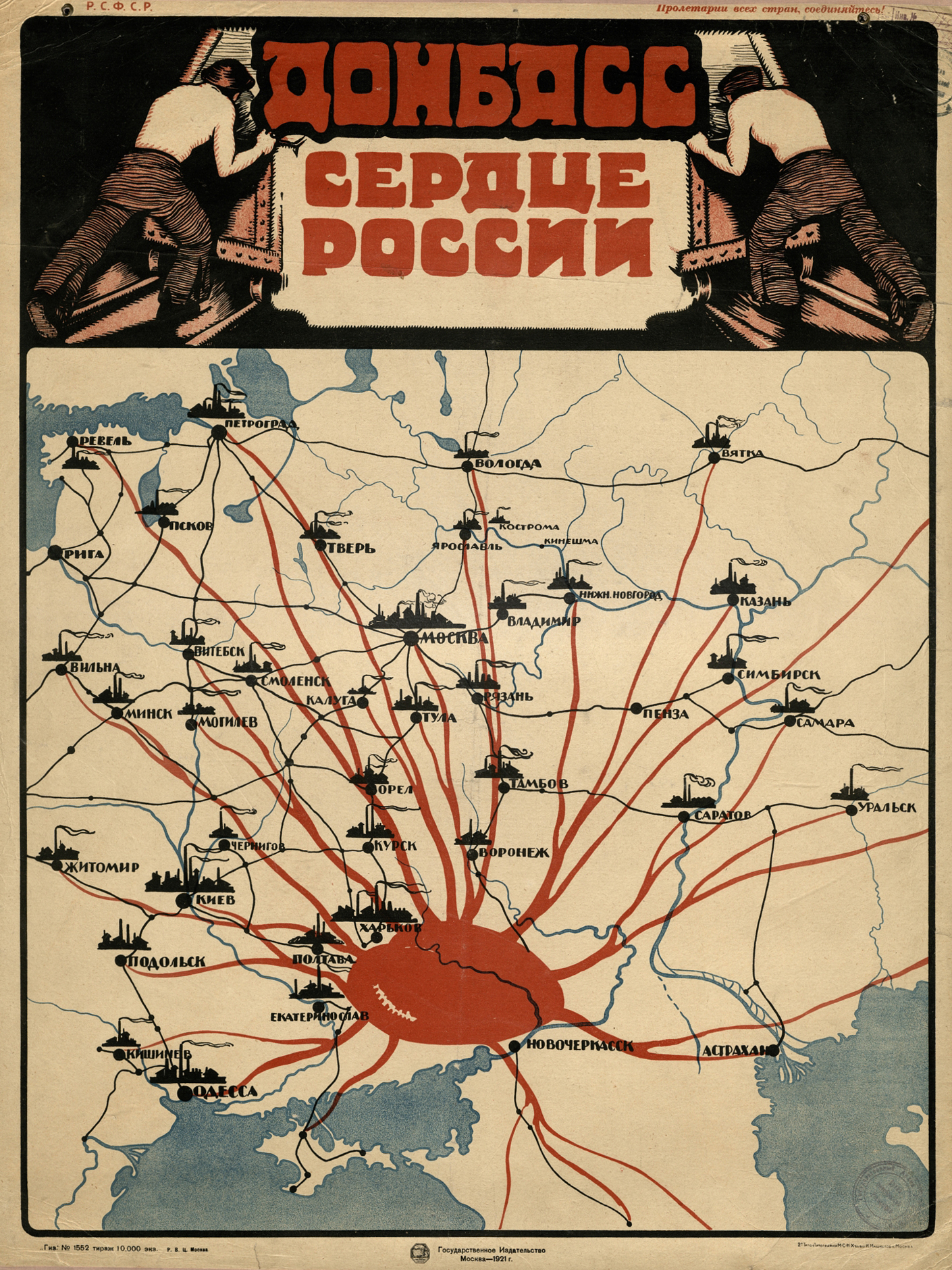
Плакат радянських часів із зображенням Донбасу, на якому написано «Донбас — серце Росії».

Донбас (укр. Донбас ; рос. Донба́сс), або Донецький басейн, це регіон, який сьогодні складається з Донецької та Луганської областей України. Раніше відомий тим, що «Дике поле», територія, яку зараз називають Донбасом, значною мірою перебувало під владою Українського козацького гетьманства та Тюркського Кримського ханства до середини кінця 18 століття, коли Російська імперія завоювала Гетьманщину та анексувала ханство. Завойовані території було названо « Новоросією» (рос. Новоро́ссия). Під час промислової революції в Європі великі запаси вугілля Донбасу почали використовувати в середині кінця 19 століття. Це призвело до зростання населення в регіоні, в значній мірі поселенців з Росії. У 1858 році населення регіону становило 700 767 осіб. До 1897 р. воно сягнуло 1 453 109 осіб. Згідно з російським імператорським переписом 1897 року, етнічні українці становили 52,4 % населення регіону, а етнічні росіяни — 28,7 %. Етнічні греки, німці, євреї та татари також мали значну присутність на Донбасі, особливо в районі Маріуполя, де вони складали 36,7 % населення. Незважаючи на це, росіяни становили більшість промислової робочої сили. Українці домінували в сільській місцевості, але міста часто були населені виключно росіянами, які приїхали шукати роботу у важкій галузі регіону. Ті етнічні українці, які переїхали в міста на роботу, швидко були асимільовані в російськомовний клас робітників.

### Радянський період
Поряд з іншими територіями, населеними українцями, Донбас був включений до складу Української Радянської Соціалістичної Республіки після громадянської війни в Росії 1917–22 років. Українців на Донбасі сильно постраждали голод Голодомору 1932–33 років та русифікаційна політика Йосифа Сталіна . Оскільки більшість етнічних українців були сільськими селянськими фермерами (радянським режимом називали " куркулів "), вони несли тягар голоду. За даними Асоціації українців Великої Британії, населення району, що нині є Луганською областю, зменшилось на 25 % внаслідок голоду, тоді як на 15–20 % в районі, що зараз є Донецькою областю . За однією з оцінок, 81,3 % загиблих під час голоду в УРСР були етнічними українцями, тоді як лише 4,5 % — етнічні росіяни. Під час реконструкції Донбасу після Другої світової війни для переселення регіону прибула велика кількість російських робітників, що ще більше змінило баланс населення. У 1926 році на Донбасі проживало 639 000 етнічних росіян. До 1959 р. етнічне російське населення зросло більш ніж удвічі — до 2,55 мільйона осіб. Русифікація ще більше просунулася радянськими освітніми реформами 1958–59 рр., Що призвело до майже ліквідації всього українського мовного навчання на Донбасі. На момент перепису населення Радянського Союзу 1989 р. 45 % населення Донбасу вказали свою етнічну приналежність як російську.

### Український період
Після розпуску Радянського Союзу в 1991 році жителі Донбасу загалом виступали за більш міцні зв'язки з Росією, на відміну від решти України. Страйк шахтарів у регіоні 1993 року вимагав федеральної України та економічної автономії на Донбасі. Після цього був проведений консультативний референдум 1994 р. з різних конституційних питань у Донецькій та Луганській областях, який відбувся одночасно з першими парламентськими виборами в незалежній Україні. Ці питання включали, чи має бути російська мова закріплена як державна мова України, чи російська мова має бути адміністрацією у Донецькій та Луганській областях, чи повинна федералізуватись Україна, чи має Україна мати тісніші зв'язки із Співдружністю Незалежних Держав . Близько 90 % виборців проголосували за ці пропозиції. Жодна з них не була прийнята: Україна залишалася унітарною державою, українська мова зберігалася як єдина державна мова, а Донбас не здобув автономії.
Виборці та політики Донбасу мали широкий вплив на українську політику до Помаранчевої революції 2004 року . Тоді прем'єр-міністр Віктор Янукович, який був мішенню тієї революції, вихідець з Донбасу, також знайшов там більшу частину своєї електоральної підтримки. У розпал революції проянуковицькі регіональні політики на Донбасі закликали до проведення референдуму про створення «Південно-Східної Української Автономної Республіки» або до відокремлення від України. Цього не сталося, і Партія регіонів Януковича здобула перемогу в українських парламентських виборах 2006 року. Пізніше він був обраний президентом у 2010 році. Його уряд на чолі з прем'єр-міністром Миколою Азаровим впровадив суперечливий закон про регіональну мову у 2012 році. Цей закон надав мові статус «регіональної мови», коли відсоток представників її етнічної групи перевищував 10 % від загальної кількості населення визначеного адміністративного району. Регіональний мовний статус дозволив використовувати мови меншин у судах, школах та інших державних установах у цих районах України. Це означало, що російська мова отримала визнання на Донбасі вперше після незалежності України.

### Сучасна демографія
За даними Українського перепису населення 2001 року, 57,2 % населення Донбасу були етнічними українцями, 38,5 % — етнічними росіянами, 4,3 % — іншими етносами, переважно греками (1,1 %) та білорусами (0,9 %). 72,8 % населення повідомили, що рідною мовою є російська, а 26,1 % — українська . Інші мови, якими розмовляють переважно етнічні групи меншин, становили 1,1 % населення. Серед цих груп лише роми, як повідомлялося, не використовують російську мову в повсякденному житті, послуговуючись натомість ромською.

## Харківська область

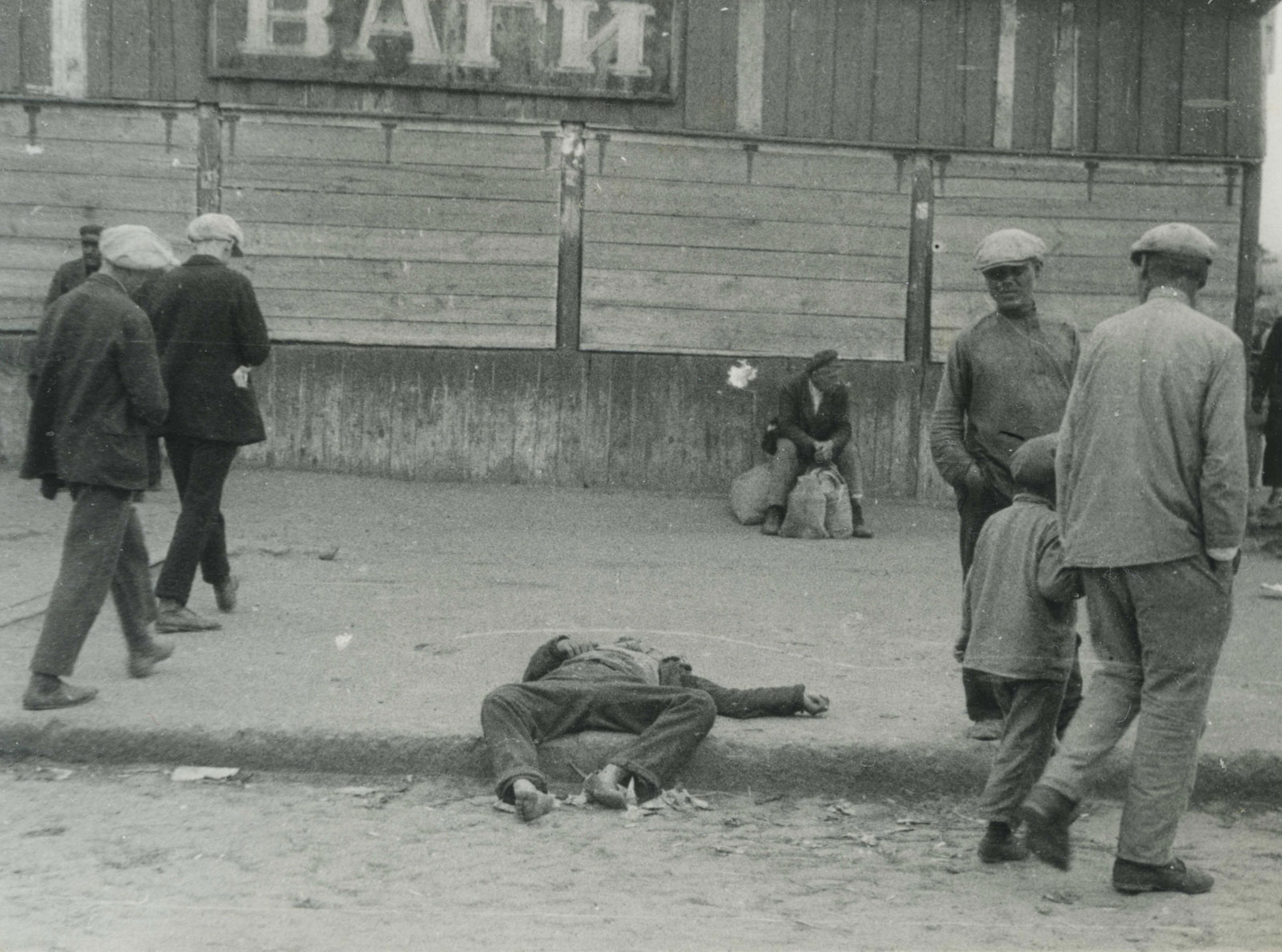
Труп на бруківці в Харкові під час голодомору

Раніше малонаселений регіон, велика кількість етнічних українських переселенців вперше потрапила на землю, яка зараз є Харківською областю, під час повстання Хмельницького 1648–57. Ці переселенці втікали від боїв між українськими козаками та Речі Посполитої біля Дніпра. Територія, в якій вони оселилися, отримала назву " Слобідська Україна " (укр. Слобідська Україна, Слобідська Україна). Протягом наступних століть, багато хвиль імміграції до Слобідської України принесли як етнічних українців, так і етнічних росіян. До 19 століття в цьому районі оселилися лише невеликі кількості росіян. Вони прагнули жити в містах, тоді як в сільській місцевості переважали етнічні українці. В регіоні був автономний козацький уряд, поки його не було скасовано Катериною II в 1765 році. До 1832 р. Міський і сільський поділ міцно закріпився: 50 % купців були етнічними росіянами, а також 45 % власників фабрики. У відповідності з цим зростаючою русифікацією назву Слобідська Україна було замінено Харківською губернаторством у 1835 році. Етнічні росіяни в Харкові, де переважає сільське господарство, ніколи не були такими численними, як на промисловому Донбасі, і регіон завжди зберігав чітку українську культуру. Про це свідчить Імператорський перепис 1897 р., В якому рідна мова 80,6 % населення Харківської губернації зафіксована як українська, тоді як російська мова зафіксована як рідна мова лише 17,7 % населення.
Місто Харків стало столицею УРСР у 1922 році. Під час голодомору 1932–33 років етнічна сільська місцевість, що населяла Україну, Харківської області була спустошена. У той же час місто Харків стало сильно індустріальним, а його етнічне російське населення процвітало. На момент перепису населення Радянського Союзу 1989 р. 33,2 % населення Харківської області визнали етнічною російською, а 48,1 % населення — рідною мовою — російською.

### Сучасна демографія
За даними Українського перепису населення 2001 року, етнічні українці становили 70,7 % населення Харківської області, а етнічні росіяни — 25,6 %. Інші етнічні групи меншин, зафіксовані в Харківській області, — це вірмени, євреї та білоруси . 53,8 % населення повідомили, що рідною мовою є українська, а 44,3 % — російська .

## Одеська область
У 1593 р. Османська імперія завоювала територію, яка зараз є Одеською областю, і включила її як Еялет Езулет, неофіційно відомий як Ханство України . Після російсько-турецької війни 1787–92 рр. Єдисан, що приблизно відповідає сучасному місті Одесі, Османська імперія була визнана в Договорі Яссі як частина Російської імперії . Згідно з першим переписом Російської імперії в Єдисанській області, проведеному в 1793 році після вигнання ногайських татар, сорок дев'ять сіл із шістдесяти семи між річкою Дністер та річкою Південний Буг були етнічно румунськими (їх також називали молдавцями) . Згодом етнічні росіяни колонізували цю територію та створили багато нових міст та портів. У 1819 році місто Одеса стало вільним портом. Тут проживало дуже різноманітне населення, його відвідували чорноморські торговці. Менш ніж за століття місто Одеса виросло з невеликої фортеці до найбільшого міста регіону Нової Росії .
На момент Імператорського перепису 1897 року населення приблизної площі сучасної Одеської області становило 1115 949. Згідно з цим переписом, 33,9 % населення складали етнічну українську мову, 26,7 % — етнічну російську, 16,1 % — етнічну єврейську, 9,2 % — етнічну молдавську, 8,6 % — етнічну німецьку, 2 % — етнічну польську та 1,6 % — етнічну болгарську. . Ці цифри свідчать про високий рівень етнічної різноманітності в регіоні і що жодна група не мала прямої більшості.
На початку періоду УРСР Одеська губернія була утворена з частин колишнього Херсонського намісництва . Цей новий район став основою сучасної Одеської області . Протягом міжвоєнного періоду Буджак був частиною Румунського королівства. Голод Голодомору 1932–33 років мав глибокий демографічний вплив на регіон. Чисельність населення зменшилася на 15–20 %. Приблизно через десять років нацистська окупація України під час Другої світової війни мала руйнівний вплив на раніше велике єврейське населення регіону. Також під час війни етнічно різноманітний Буджак був приєднаний до УРСР як Ізмаїльська область . Він був об'єднаний до Одеської області в 1954 році.
На момент перепису населення Радянського Союзу 1989 року 27,4 % населення Одеської області визнали себе етнічними росіянами, а 55,2 % — українцями. Залишок складали переважно молдави, болгари та гагаузи .

### Сучасна демографія
За даними Українського перепису населення 2001 року, етнічні українці становили 62,8 % населення Одеської області, а етнічні росіяни — 20,7 %. Присутні значні болгарські та молдавські громади, зосереджені на історичному регіоні Буджак . Вони складали відповідно 6,1 % та 5 % населення Одеської області. 46,3 % населення повідомили, що рідною мовою є українська, тоді як 41,9 % — російською . 11,8 % вказали інші мови, переважно болгарську та молдавську .